# Leighton, Alabama
Leighton är en kommun (town) i Colbert County i Alabama. Vid 2010 års folkräkning hade Leighton 729 invånare.

## Kända personer från Leighton
- Percy Sledge, sångare